# NGC 5466
NGC 5466 é um aglomerado globular na direção da constelação de Boötes. O objeto foi descoberto pelo astrônomo William Herschel em 1784, usando um telescópio refletor com abertura de 18,6 polegadas. Devido a sua moderada magnitude aparente (+9,2), é visível apenas com telescópios amadores ou com equipamentos superiores. Acredita-se esta estrutura seja a fonte de uma corrente estelar descoberta em 2006, chamada de 45 Degree Tidal Stream. Este fluxo de estrelas é uma feixe de estrelas com cerca de 1,4 graus de largura estendendo-se desde Boötes até Ursa Major.